# Movimento Identità Trans
Pour les articles homonymes, voir MIT (homonymie).
Le Movimento Identità Trans (« Mouvement identité trans » ; MIT) est une association italienne d’utilité sociale qui défend et soutient les droits des personnes transgenres et travesties. Fondée en 1979, c’est la première association de personnes transgenres en Italie.

## Histoire

### 1979-1982: naissance et combat pour la reconnaissance légale
À l’été 1979, la Cour constitutionnelle italienne est saisie à propos de trois articles du code civil italien datant de 1938 et 1939 prévoyant que les registres d’état civil peuvent être rectifiés si l’agent d’état civil s’est trompé lors de la détermination du sexe d’un individu. Jusqu’ici, ces articles étaient utilisés de façon illégale par les personnes trans pour modifier leur état civil en déclarant une (fausse) erreur de transcription. La Cour juge que ces articles ne donnent pas le droit d’utiliser un « sexe externe autre que le sexe original [de l’individu], acquis avec une transformation chirurgicale qui vise à faire correspondre ce sexe avec une personnalité psychique originale »,. Elle note qu’il existe un vide législatif sur le sujet, et invite le parlement à résoudre le problème. En attendant une solution, la décision de la Cour crée un obstacle législatif insurmontable pour les personnes trans.
En réaction, la première manifestation de personnes transgenres en Italie est organisée en juillet 1979. Dans une piscine publique de Milan, un groupe de femmes trans menées par Pina Bonanno dénoncent la négation de leur identité de genre en restant seins nus et en ne portant qu’un maillot de bain masculin. Elles souhaitent montrer à l’opinion publique, aux institutions, et surtout à l’État la contradiction entre leur identité de genre et leur état civil. Cette initiative attire l’attention des médias nationaux tout en encourageant les personnes trans à se battre pour défendre leurs droits, et marque la naissance officielle du Movimento Italiano Transessuali (« Mouvement italien transsexuels »). Différents groupes de militants naissent alors dans de nombreuses villes italiennes, et les manifestations se multiplient. Pina Bonanno devient la première présidente du MIT. Celui-ci milite pour la reconnaissance légale de la transition, mais aussi et surtout pour le respect des droits et de la dignité de la personne trans. Il est implanté à Turin, Milan, Florence et Rome, puis plus tard à Bologne et Trévise.
Grâce à l’aide du FUORI! (Fronte Unitario Omosessuale Rivoluzionario Italiano, « Front unitaire homosexuel révolutionnaire italien ») et du Parti radical (PR), le député PR Franco De Cataldo devient promoteur d’une loi pour le changement de sexe dans la proposition est soumise au parlement le 27 février 1980,. Avec le Parti communiste italien (PCI), l’ensemble de la gauche soutient alors le combat des personnes transgenres.

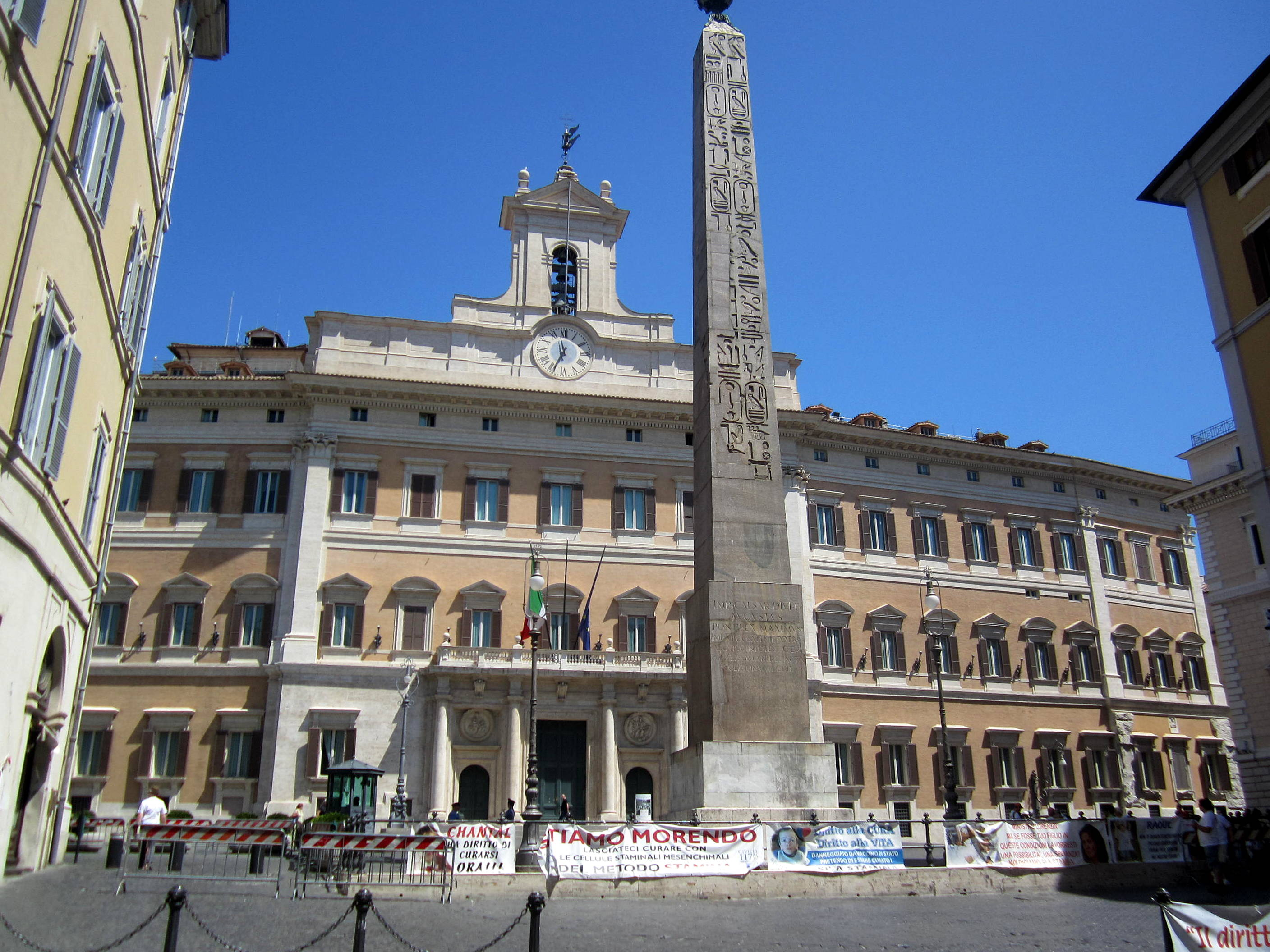
Vue de la place de Monte Citorio à Rome, avec le palais Montecitorio, siège de la Chambre des députés.

Le 30 octobre 1980 a lieu sur la place de Monte Citorio à Rome la première manifestation nationale du MIT, qui sollicite l’ouverture immédiate des discussions autour de la proposition de loi. Le MIT intervient au Parlement européen avec les radicaux en décembre 1980, et organise en janvier 1980 grâce aux appuis organisationnels et politiques du PR son premier congrès, auquel participent les nombreux groupes de personnes trans qui apparaissent alors en Italie,.
En mars 1981, alors que le MIT revendique 2 000 inscrits, il organise la seconde manifestation nationale à Rome, dont l’objectif est de rencontrer le ministre de la Santé Aldo Aniasi (it) et le chef du groupe Parti socialiste italien (PSI) de la Chambre des députés, pour faire avancer la requête d’une date précise pour les discussions du projet de loi porté par De Cataldo. Une délégation de femmes trans est reçue par le député. Rien n’avance cependant, et en septembre puis octobre des femmes trans viennent de toute l’Italie pour retourner manifester à Rome. En novembre 1980, le MIT organise un sit-in devant le Sénat, avec l’intention de rester jusqu’à l’approbation de la loi. La police charge les manifestants et manifestantes en blessant trois personnes, et en arrête un grand nombre d’autres.
Les députés radicaux travaillent alors sur un projet de loi le plus court possible, afin d’éviter un affrontement sur des sujets moraux qui aurait créé des débats sans fin,. En janvier 1982, le second congrès national du MIT se tient sous le signe de l’attente. Y interviennent le premier jour Francesco Rutelli (vice-secrétaire du PR), Giglia Tedesco (sénatrice PCI), Adele Faccio (PR), et Angelo Pezzana (it) (dirigeant et fondateur du FUORI!).
Le 1er avril 1982, le groupe de la Démocratie chrétienne (DC) déplore ce qu’il décrit comme une loi discutée « sous le poids d’une certaine pression psychologique. Le groupe de la Démocratie chrétienne a toujours refusé de prendre des décisions sous le coup de l’émotion, cependant, il s’est rendu compte que prolonger les discussions aurait créé des situations d’injustice telles que la publicité des médias de masse qui en serait fait aggraverait ce conditionnement psychologique »,.
Après trois ans de mobilisation du MIT et six mois de débats, la loi 1982/164 reconnaissant la condition des personnes transgenres et leur sexe de transition est approuvée le 14 avril 1982,. Avec l’Allemagne, l’Italie est alors le premier pays européen à se doter d’une loi sur la réassignation sexuelle. La loi se révèle être plutôt le symbole d’une victoire politique du MIT et du PR qu’une solution concrète et définitive aux problèmes vécus par les personnes trans,,. Elle permet d’effectuer la chirurgie de réattribution sexuelle en Italie, mais ne crée pas de standard de soins et aucune réglementation n’existe pour son application,. Le texte de la loi est par ailleurs imprécis sur sa définition de la transition de genre et d’état civil. Dans sa thèse de 2015, Stefania Voli explique ce flou par la précipitation qui entoure les débats autour de la proposition de loi.

### Après 1982

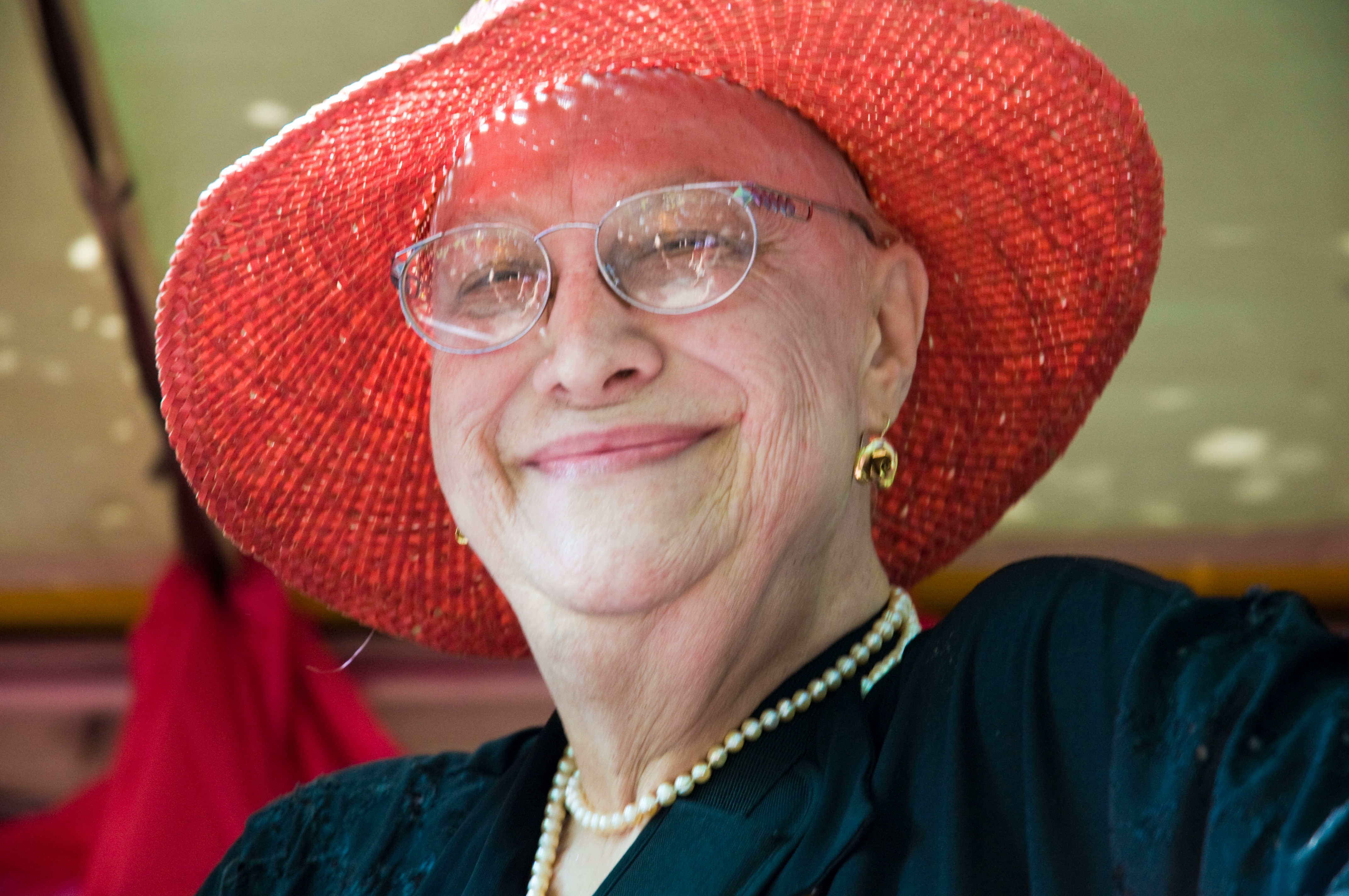
Marcella Di Folco en 2008.

Le MIT s’essouffle après l’obtention de la loi 164. En 1988, il renaît à Bologne sous le nom de Movimento Identità Transessuale (« Mouvement identité transsexuelle »), sous l’impulsion de Marcella Di Folco, qui en devient sa première présidente,,.
En 1990, à la suite des sollicitations de militants du MIT, notamment Porpora Marcasciano et Roberta Ferrante, la région Latium se dote des premiers protocoles médicaux et des premières conventions avec des structures sanitaires publiques et privées pour la gestion de la transition psychologique, hormonale et chirurgicale. La même année, la loi 59/1990, qui reconnaît le droit aux traitements médico-chirurgicaux contrôlés et gratuits au niveau régional, est promulguée. L’hôpital San Camillo-Forlanini de Rome voit alors l’ouverture du premier centre italien spécialisé dans l’assistance au parcours de la réassignation de genre, le SAIFIP (Servizio per l’Adeguamento tra Identità Fisica ed Identità Psichica). Le centre de Turin ouvre ensuite à l’hôpital Mauriziano Umberto I, suivi en 1994 de la clinique du MIT à Bologne. Cette année-là, l’association se voit offrir un siège à Bologne en convention avec la municipalité, afin d’offrir des services de prévention du sida. Cette convention permet la création d’une clinique médicale dédiée à la santé des personnes trans, financée par la région Émilie-Romagne et adossée à l’association, une première du genre en Europe,.
En 1998, le MIT est l’un des organismes fondateurs de l’Observatoire national de l’identité de genre (ONIG ; en italien Osservatorio Nazionale sull'identità di Genere).
En avril 2005, le MIT accueille à Bologne le cinquième congrès mondial de l’association internationale de dysphorie de genre Henry Benjamin, l’évènement scientifique le plus important sur la transidentité et l’identité de genre.

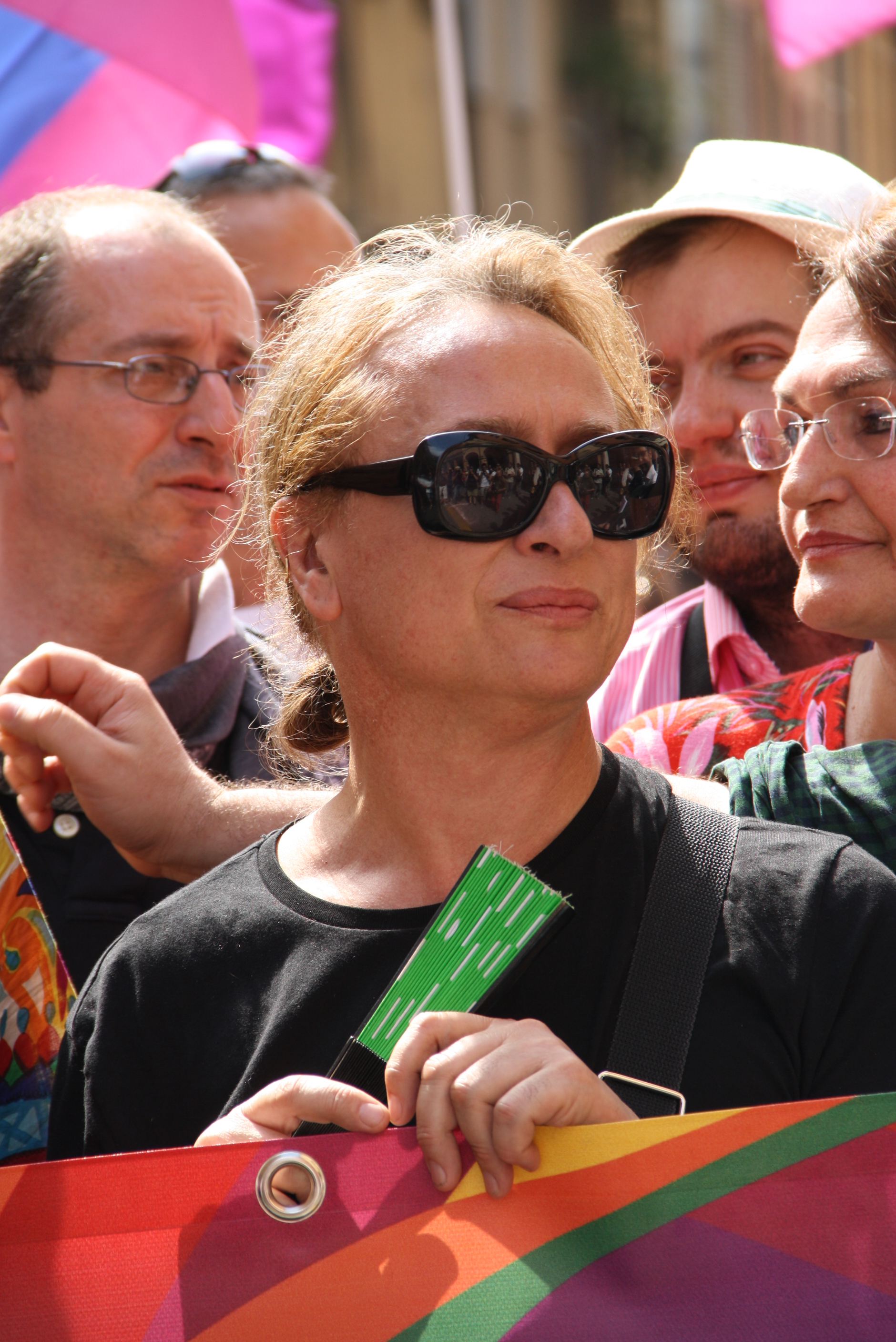
Porpora Marcasciano en 2012.

À la mort de Marcella Di Folco en 2010, Porpora Marcasciano, militante du MIT depuis ses débuts, devient présidente de l’association,.
Le MIT lance en décembre 2014 la campagne nationale « Un autre genre est possible » en faveur de la possibilité de changer de nom et de genre à l’état civil sans intervention chirurgicale préalable. L’initiative attire l’attention sur l’impossibilité pour les personnes transgenres d’obtenir un état civil cohérent avec leur genre ressenti sans passer par une opération de stérilisation forcée. La campagne obtient une bonne visibilité aux niveaux local et national, malgré des contradictions dans la communication : le nom de la campagne peut laisser entendre qu’elle promeut uniquement la reconnaissance d’un troisième genre, tandis que les images utilisées se réfèrent à une vision binaire du genre, montrant d’un côté un homme trans sur fond bleu et de l’autre une femme trans sur fond rose.
En janvier 2015, le MIT dépose, aux côtés d’autres associations LGBTQI italiennes, un recours auprès de la Cour constitutionnelle demandant que soit déclarée inconstitutionnelle l’obligation pour les personnes transgenres de subir une opération de stérilisation afin de changer leur état civil. La Cour leur donne raison, affirmant que l’obligation du traitement chirurgical n’a pas lieu d’être, « celui-ci constituant seulement une des possibilités techniques pour réaliser la correction des caractéristiques sexuelles »,.
En 2017, l’association fait de nouveau évoluer son nom et devient le Movimento Identità Trans (« Mouvement identité trans »).
En mai 2020, le MIT quitte l’ONIG, reconnaissant l’importance historique de l’Observatoire mais jugeant son évolution trop lente. Les protocoles sanitaires rédigés par l’ONIG sont notamment dénoncés comme obsolètes — y compris au sein de l’ONIG lui-même — par rapport à ceux de l’Association professionnelle mondiale pour la santé des personnes transgenres (WPATH).

## Services
Le siège du MIT est situé à Bologne. Il abrite un centre de documentation, un service d’assistance juridique, et, depuis 1994, une clinique médicale,,. Le MIT offre depuis 1997 un service d’assistance aux personnes trans dans le monde du travail, co-géré avec la Confédération générale italienne du travail (CGIL). En convention avec la municipalité de Bologne, le MIT peut loger des personnes trans en difficulté de façon temporaire.

### Clinique médicale
Le MIT gère depuis 1994 une clinique médicale, en convention avec l’agence sanitaire locale (ASL) de Bologne, pour les consultations thérapeutiques, et avec la polyclinique Sant'Orsola-Malpighi, pour les interventions chirurgicales,. La clinique accompagne les personnes en réattribution sexuelle, et accueille plus généralement tous les publics qui présentent un inconfort lié à leur identité de genre. Cette gestion d’une clinique publique affiliée à une association d’utilité sociale fait du MIT un cas unique à l’échelle nationale et européenne,. Conformément à la convention, la clinique emploie trois psychothérapeutes, un endocrinologue/gynécologue, un andrologue et un chirurgien plasticien. L’accueil est assuré par une assistante sociale elle-même transgenre.